# Грішенков Богдан Сергійович
Богдан Сергійович Грішенков (позивний «Пугач», нар. 20.10.1993) — український військовик, офіцер, підполковник Національної гвардії України, командир 12 бригади спеціального призначення «Азов» (з квітня 2025 року), учасник російсько-української війни.

## Життєпис
Народився в Слов'янську Донецької області, навчався в Харківському національному університеті Повітряних сил імені Івана Кожедуба за спеціальністю «Електроенергетика, електротехніка та електромеханіка».

### Військова кар'єра
8 травня 2015 року розпочав службу в ОЗСП «Азов». Пройшов шлях від солдата до підполковника Національної гвардії України.
У лютому 2020 року Богдан Грішенков був призначений командиром однієї з рот ОЗСП «Азов». У липні 2023 року був призначений першим заступником командира 1-го батальйону бригади «Азов», а в лютому 2024 року став командиром 1-го батальйону бригади «Азов».
У квітні 2025 року, після створення 1-го корпусу «Азов» НГУ, Грішенкова призначили командиром 12 бригади спеціального призначення «Азов».

### Оборона Маріуполя (2022)
Під час оборони Маріуполя Богдан Грішенков командував однією з рот ОЗСП «Азов». Перебуваючи на «Азовсталі» отримав поранення.

### Полон, теракт в Оленівці
Після наказу вищого військового керівництва України про збереження життя та здоров'я Маріупольського гарнізону та припинення оборони міста на 86 день від початку оборони Маріуполя й 82 день повного оточення міста, 20 травня командування Маріупольського гарнізону, серед якого був і Грішенков, на чолі з Денисом Прокопенком покинули «Азовсталь» в одній з останніх груп.
У травні Грішенкова з іншими українськими військовополоненими росіяни доставили до спеціально розконсервованої колонії в Оленівці на території так званої «ДНР». Грішенков знаходився в бараці, який ЗС РФ підірвали вночі проти 29 липня 2022 року. В результаті теракту він отримав уламкові поранення голови, рук та ніг, втратив два пальці на нозі.
Після теракту в Оленівці Богдан Грішенков був переміщений до лікарні в Донецьку, де знаходився до обміну військовополоненими.

### Обмін
21 вересня 2022 року Грішенкова звільнили під обміну полоненими. Після реабілітації він повернувся до службових обов'язків у складі «Азову».

### Командир 12 бригади “Азов”
18 квітня 2025 року новим командиром 12 бригади спеціального призначення Національної гвардії “Азов” призначили Богдана Грішенкова.

## Особисте життя
Одружений.

## Нагороди
- орден Богдана Хмельницького III ступеня (17 травня 2024)[7]

- орден «За мужність» III ступеня (17 квітня 2022)[джерело?]
- почесний нагрудний знак Головнокомандувача ЗСУ «Срібний хрест» (18 червня 2023)